# ال‌ا نیام (پی ۵۲)
ال‌ا نیام (پی ۵۲) (به انگلیسی: LÉ Niamh (P52)) یک کشتی است که طول آن ۷۸٫۸۴ متر (۲۵۸٫۷ فوت) می‌باشد. این کشتی در سال ۲۰۰۱ ساخته شد.